# 阿列克谢·纳瓦利内中毒案
俄罗斯反对派人士、反腐败人士阿列克谢·纳瓦利内于2020年8月20日被不明的胆碱酯酶抑制剂与神经毒剂諾維喬克毒害，病情危急，被送至医院。据怀疑，纳瓦利内的茶在他登上航班从托木斯克飞往莫斯科前就被下毒。飞行途中，纳瓦利内突然犯重病，随后航班在鄂木斯克紧急降落，方便他被转送当地医院，彼时纳瓦列内已处于昏迷状态。两天后，他被转送至柏林夏里特医院。2020年9月7日，纳瓦利内正式脱离昏迷状态，病情有所改善，至9月22日病愈出院。10月6日，禁止化学武器组织确认纳瓦利内的血液尿液样本中存在诺维乔克组的膽鹼酯酶抑制劑。同一时间，禁止化学武器组织澄清纳瓦利内中的毒是新型诺维乔克，不属于《禁止化学武器公约》所列明的管控化学品。
过去数十年，多位俄罗斯知名社会活动人士、记者及前间谍被下毒，尤其是克林姆林宫的批评者。受害者包括前间谍亚历山大·利特维年科及谢尔盖·斯克里帕尔，外界认为两人的袭击由俄罗斯情报部门一手策划。据推测，纳瓦利内因个人在政治上的敢言态度招致毒害。克林姆林宫否认参与纳瓦利内中毒案及之前的袭击。

## 背景
阿列克谢·纳瓦利内此前曾遭遇化学袭击。2017年4月27日，纳瓦利内在反腐基金会（Anti-Corruption Foundation）他的办公室门外被身份不明的刺客袭击，脸被喷上可能混有其他物质的煌綠混合液体，手法属于泽廖卡袭击。纳瓦利内表示，事发后右眼视力损失80%。医生认为液体中可能有第二种腐蚀性物质，但“有希望”恢复受损视力。他点明袭击者是与国家杜马副议长彼得·奥列戈维奇·托尔斯泰关系密切的亚历山大·彼得伦科（Aleksandr Petrunko）。纳瓦利内指控克林姆林宫策划了袭击。另一起事件发生在2019年7月，当时纳瓦利内在狱中服刑。7月28日，因眼部和皮肤严重受损被送往医院。医院诊断他出现过敏反应，但该结果被他的私人医生阿纳斯塔西娅·瓦西里耶娃（Anastasia Vasilieva）质疑。瓦西里耶娃认为纳瓦利内的病情是“未判明化学物质造成的损害”。2019年7月29日，纳瓦利内出院，回到监狱，但他的私人医生质疑院方的动机。纳瓦利内的支持者与大批记者聚集在医院门外，被警方驱散并逮捕其中数人。
2020年8月，事发数天前，纳瓦利内在个人YouTube频道发表视频，声援因2020年白俄罗斯总统选举结果不公正触发的反政府示威。他断言，发生在邻国白俄罗斯的这种“革命”不久后会在俄罗斯爆发。当地新闻网“Tayga.Info”表示，纳瓦利内在西伯利亚期间，以个人名义进行调查，会见当地参选人及志愿者。被问到是否正准备揭发丑闻时，纳瓦利内的盟友柳博芙·索博爾表示“无法透露全部细节，纳瓦利内不过是在工作旅行。他不是到这些地方休息”。
据推测，纳瓦利内在政治上敢于对抗的态度引来了毒杀的祸根。过去数十年间，俄罗斯多位知名社会活动家、记者及前间谍也曾被下毒，其中包括2006年的亚历山大·利特维年科、2018年的谢尔盖·斯克里帕尔，两起事件都在英国发生，其中利特维年科案中的毒药也是被投入茶中。英国当局指两起事件均由俄罗斯情报部门策划，讯问结果指俄罗斯总统弗拉基米尔·普京“可能”同意袭击利特维年科。人权倡导者、记者安娜·波利特科夫斯卡娅以猛烈抨击普京、报道第二次车臣战争知名，2004年乘坐航班前往别斯兰人质危机现场采访的途中，她也喝下了一杯明显被下毒的茶。后来她在2006年遭人刺杀。克林姆林宫否认参与袭击。
社会活动家伊利亚·丘马科夫（Ilya Chumakov）在纳瓦利内飞行前一天曾见过他及其他支持者。他被记者问到为何纳瓦利内没有毒死时，回应指纳瓦利内一死就会被封为英雄，这对普京是很不利的。

## 事件
2020年8月20日，纳瓦利内在托木斯克飞往莫斯科的航班途中遭遇重病，飞机紧急降落在鄂木斯克，纳瓦利内被送往当地第一临床急诊医院（俄语：Городская клиническая больница скорой медицинской помощи №1）。纳瓦利内发病极为突然，目击者视频显示，机组人员冲向纳瓦利内时，他正在痛苦地大叫呻吟。
不久后，发言人指纳瓦利内仍在昏迷，需要靠呼吸机维持生命。她也表示纳瓦利内那天早晨只喝了一杯茶，怀疑茶被混了东西。医院表示纳瓦利内的病情虽然严重，但仍算稳定。医院的副主任医师告诉记者，他一开始便认识到纳瓦利内很可能被下毒，将中毒列入众多怀疑病因中。但是医生一开始还以为纳瓦利内出现了低血糖引起的代谢紊乱，后来才表示他很可能是抗精神病药中毒，指在他身上找到了2-乙基己基二苯基磷酸酯等工业用化学品。社交媒体上广泛流传着一位支持者拍下的照片，图中纳瓦利内正在托木斯克机场的一家咖啡店喝茶。国际文传电讯社表示店主正检查监控画面，寻找可疑证据。
到了下午，纳瓦利内的妻子尤利娅·纳瓦利纳娅从莫斯科赶到医院，随行的还有纳瓦利内的私人医生阿纳斯塔西娅·瓦西里耶娃。当局最初拒绝两人进入病房，要求尤利娅提供结婚证，证明自己确为纳瓦利内的妻子。和平电影基金会安排包机从德国出发，计划将纳瓦利内从鄂木斯克医院转至柏林夏里特治疗。鄂木斯克的医生起初认为纳瓦利内的病情严重，不能转运，但后来还是安排他出院，他最终于8月22日抵达柏林。鄂木斯克医院负责治疗纳瓦利内的主治医师亚历山大·穆拉霍夫斯基（Alexander Murakhovsky）向路透社表示，已尽力抢救，但他体内未发现毒药痕迹。他强调，医院医生未受俄罗斯当局压力。但是，夏里特的负责医生后来表示，临床适应症表明纳瓦利内体内有胆碱酯酶抑制剂的迹象，将经过后续化验确定物质身份。相关证据会随着实验室初步检验结果的发布公布。
截至8月25日，纳瓦利内仍在诱发昏迷中。医生表示，即便痊愈，神经系统也要经历长时间的损伤。穆拉霍夫斯基致函夏里特，要求提供他胆碱酯酶抑制剂中毒的实验室数据，表示他们的医生没有找到这些证据。他表示，胆碱酯酶减少可能是由于化合物摄入或自然发生的，并发表了据称没有检测到胆碱酯酶抑制剂的独立分析。他确认医治时给他服用了阿托品，用来阻抗某些神经性毒剂及农药中毒，但认为这些原因和中毒无关。9月2日，德国政府根据军事实验室进行毒理学测试后得出结论，表示纳瓦利内体内存有神经毒剂诺维乔克，也是与2018年英国前俄罗斯间谍毒杀案一样的毒剂。
9月7日，夏里特医院发布新闻稿，宣布纳瓦利内已经脱离昏迷状态，能够对言语刺激作出反应，不再依靠呼吸机呼吸，但评估他中毒之后的潜在长期影响还为时过早。至9月14日，纳瓦利内已能下床行走。9月23日，在經過1個多月治療後，先前中毒的納瓦尼自夏里特醫院出院，但还需要暂时留在德国进行几个星期的复健治疗。他在网站Instagram写下他中毒的后遗症，包括仍无法用左手丢球，写字也有困难，每天都得见物理治疗师，努力恢复平衡感与控制手指的能力。

## 调查
8月27日，警方表示案件初步调查已完成，检查了纳瓦利内的酒店客房、监控录像，回溯了他的活动录像。警方表示已搜集100多份疑似证据。
12月13日，《星期日泰晤士报》引述匿名情报人员，指纳瓦利内在鄂木斯克医院就医时第二次中毒，认为针对第一次中毒使用的解毒剂阿品脱抵消了第二剂诺维乔克，从而救了纳瓦利内一命。然而纳瓦利内其后接受访问时认为这篇报道“非常古怪”。
12月14日，俄罗斯The Insider与英国Bellingcat联合有线电视新闻网和明镜进行的联合调查公布结果，俄罗斯联邦安全局被怀疑参与事件。调查详细讲述了联邦调查局一个专门负责化学制剂的特别部门及调查人员，利用通讯及旅行数据追踪该单位8名成员的信息。当天，纳瓦利内在推文发布视频，称“案件结案，我知道到底是谁想杀我了。这起谋杀我未遂的案子已经解决。我们掌握了涉案人员的名字，了解到他的职位，还拿到了照片。”根据调查，纳瓦利内被该单位的行动人员监视达3年，他们可能之前就打算毒杀纳瓦利内。12月17日，俄罗斯总统普京在一次电视新闻发布会上首次公开回应，承认纳瓦尼内受到监视，但强调他只是受到监视，反驳上述的下毒指控：「要是我们干的，他早就没命了」。普京也指责Bellingcat是由美国情报机构负责人艾略特·希金斯创立的在线调查组织。
调查结果公布后，纳瓦利内假扮俄罗斯联邦安全会议秘书尼古拉·帕特鲁舍夫助理，电话联系到其中一名涉事特务康斯坦丁·德里亚夫采夫（Konstantin Kudryavtsev），诱使对方讲出投毒行动失败的原因。德里亚夫采夫表示，纳瓦利内在托木斯克住酒店的时候，他的内衣就已经粘上诺维乔克毒剂。虽然他如期穿上那件内衣，但毒药吸收得太慢，直至飞机紧急降落前都没有达到致命水平。纳瓦利内医疗撤离至德国后，德里亚夫采夫负责收回纳瓦利内的衣服，赶在独立专家检测前销毁衣服上的毒剂痕迹。该视频在社交媒体传播后，在24小时内被观看了1350万次。俄罗斯联邦安全局（FSB）被嘲笑“基本情报规则是永远不要简单地接受不认识的人打来的电话。显然，这在FSB学校是无法学到的”。

## 回国
2021年1月17日，纳瓦利内乘班机离开德国，抵达俄罗斯。在此之前，俄罗斯联邦监狱局表示纳瓦利内抵达莫斯科机场后，会被警方以自2014年以来违反假释规定的理由拘留。2014年，纳瓦利内在“葉露芝案”中被判获刑，当时他认为判决结果带有政治动机。其后在2017年，欧洲人权法院裁定纳瓦利内遭遇不公正判决。俄罗斯联邦侦查委员会宣布正调查纳瓦利内涉嫌欺诈的罪行。飞机原计划在伏努科沃國際機場降落，纳瓦利内呼吁支持者在机场和他见面。航班抵达机场，纳瓦利内和他的四名亲信，包括他的哥哥奥列格和柳博芙·索博爾被机场警方逮捕，另有大批支持者及记者被捕；早前检察官办公室警告民众不要参与未经批准的活动。当天共有50人在伏努科沃国际机场被捕。其后航班因“技术原因”，转到谢列梅捷沃国际机场。在机场，纳瓦利内告诉记者，这是他5个月以来过得最好的一天，表示自己不畏惧。后来他在护照检查处被捕，他的律师奥尔加·米哈伊洛娃（Olga Mikhaylova）无法跟从。不久后，联邦监狱局确认纳瓦利内被捕，他将会被关押至法庭聆讯。这也是纳瓦利内最后一次和妻子尤利娅道别，在此之后，他将无法和她见面。国际特赦组织宣布纳瓦利内是良心犯，呼吁俄罗斯当局将其释放。美国国务卿迈克·蓬佩奥、德国外长海科·马斯、英国外交大臣多米尼克·拉布、欧盟委员会主席乌尔苏拉·冯德莱恩表达关切，要求当局释放纳瓦利内。
1月18日，法庭裁定纳瓦利内将被关押指2月15日，期间关押纳瓦利内的警察站将设立临时法庭。另一场听证会将于1月29日举行，决定是否将刑期改为缓刑。纳瓦利内认为这项程度“完全没有法律依据”，呼吁支持者占领街头。纳瓦利内的地区网络主任列昂尼德·沃尔科夫表示正准备1月23日在全国举行示威活动。1月19日，纳瓦利内还在狱中，他的反腐败基金会发表调查纪录片《普京宫殿：史上最大的贿赂》。
1月23日起，2021年俄罗斯示威爆发。

## 反应
克林姆林宫发言人德米特里·佩斯科夫表达对纳瓦利内的关切，希望他尽快好转，也表示执法部门正展开调查，确认案件是否为投毒案。法国总统埃马纽埃尔·马克龙表示已准备提供“一切必要援助”，向纳瓦利内及其家人提供“保健、政治庇护及保护”，同时要求澄清事发周围情况。德国总理安格拉·默克尔也表示德国医院愿意提供一切必要的医疗援助。国际特赦组织呼吁调查所谓的投毒案。
至于流传甚广的普京亲自批准毒害纳瓦利内的指控，佩斯科夫表示纯属捏造，强调当局未参与事件。
9月2日，德国政府根据军事实验室进行毒理学测试得出纳瓦利内体内存有神经毒剂诺维乔克的结论后，欧盟和北约组织皆发表措辞严厉的声明谴责。德国总理默克尔谴责这次对纳瓦利尼的袭击是谋杀未遂，是对德国所代表的基本权利和价值观念的犯罪。德国呼吁莫斯科对此立刻进行解释，并称将与欧盟和北约军事联盟分享测试结果和商讨对策，并计划将其调查信息提供给禁止化学武器组织。法国、欧盟和北约也发表措辞严厉的声明，谴责以化学神经毒剂毒害俄罗斯反对派领袖的行为。
俄罗斯政府则坚称，纳瓦利内在被送往柏林接受治疗之前，在俄罗斯并没有被验出体内有毒物。克里姆林宫发言人佩斯科夫表示，纳瓦利内在被送往柏林之前，在俄国接受过合乎国际标准的全面测试，但发现不到他身上有有毒物质，并表示俄方已准备好与德国当局互动，但柏林方面没有回应俄罗斯检察办公室提出的正式查询。俄国驻柏林大使馆要求不要将纳瓦利内的案件政治化。
美国副国务卿史蒂芬·比根表达了“高度关注”，认为德方的结论“非常可靠”。纳瓦利内的军师列昂尼德·沃尔科夫表示，用诺维乔克杀人如果在犯罪现场留下指纹。在斯克里帕尔中毒案中接触了诺维乔克的英国警察尼克·贝利（Nick Bailey）的妻子感慨，索尔兹伯里的案件已经过去了两年半，正义还没有到来，同样的事情又发生了。
白俄罗斯争议总统亚历山大·卢卡申科告诉到访明斯克的俄罗斯总理米舒斯京，声称其安全部队拦截到柏林与华沙之间的通话记录，显示纳瓦利内中毒事件是“伪造”，目的是为了阻止普京插手白俄罗斯事务。纳瓦尼的最高助手列昂尼德·沃尔科夫（Leonid Volkov）称这一声明可笑，认为俄罗斯总理在“马戏团”中扮演了“谋杀未遂”的帮凶。俄罗斯坚持认为欧盟各国没有理由就纳瓦利内中毒事件进行指责，并表示西方不应过早下判决。欧盟各国对此事的谴责，也引发俄国股汇市重挫。
德国政治界也呼吁总理默克尔以更强硬手段迫使俄罗斯回应事件，包括叫停俄国连接德国的天然气管道北溪2号项目。欧盟外交政策负责人博雷尔呼吁莫斯科展开国际调查，并表示27国集团不排除制裁的可能性。禁止化学武器组织表示对纳瓦尼的中毒情况深表关注。表示任何人在任何情况下使用化学武器都是应受谴责的，并且“完全违反了国际社会确立的法律规范”。
9月8日，加拿大、法国、德国、意大利、日本、英国、美国外交部长以及欧盟外交和安全政策高级代表严厉谴责针对俄罗斯反对派领袖人物纳瓦利内的未遂毒杀事件。法国与瑞典的实验室也证实德國发现的诺维乔克中毒的证据。在禁止化學武器組織确认了德国，法国和瑞典的证据后，欧盟于10月12日在卢森堡举行的外交部长会议上同意扩大欧盟的化学武器制裁框架，并列出四名被指控参与2018年英国前俄罗斯间谍毒杀案事件的俄罗斯人。欧盟理事会宣佈對參與纳瓦利内謀殺的俄罗斯6名官员及一家研究机构实施限制性措施。
12月22日，克里姆林宫发言人德米特里·佩斯科夫针对纳瓦利内中毒事件，宣布对欧盟国家采取反制裁措施，扩大被禁止进入俄罗斯联邦领土的欧盟成员国代表名单。并将纳瓦利内指控俄罗斯特种部队的言论定为「妄想症」。德米特里·佩斯科夫强调，纳瓦利内在西伯利亚住院期间体内没有任何毒物，并指责德国、法国和瑞典以及禁止化学武器组织未移交牵涉纳瓦利内的文件，俄罗斯无法对此展开调查。
2021年3月2日，美國就納瓦利內中毒事件制裁7名俄羅斯官員。歐盟制裁俄羅斯4名官員。
2023年3月12日，记录事件前后的纪录片赢得第95届奥斯卡金像奖最佳纪录片奖。